# الأدب العربي في المغرب الأقصى
الأدب العربي في المغرب الأقصى هو كتاب في الأدب العربي من تأليف الفقيه والناقد المغربي محمد بن العباس القباج سنة 1929. يعتبر هذا الكتاب أول مساهمة في النقد الأدبي المعاصر في المغرب، وقد كان أول مرجع للتعريف بشعراء المغرب، ونماذج من إنتاجهم – في وقت لم تكن تصدر بالمغرب لا صحافة ولا كتب.

## وصف[6]
الكتاب في جزأين جُمع في مجلد، ويتكون الجزء الأول من 128 صفحة، والجزء الثاني من 129 صفحة من القطع المتوسط. وقد تمت إعادة طبعه بمبادرة من وزارة الشباب والثقافة والتواصل المغربية بمطابع فضالة ـ المحمدية، في صفر 1400 هـ الموافق لـديسمبر 1979. ويضم الكتاب مختارات شعرية لنخبة من الشعراء المغاربة الذين يمثلون بداية النهضة الأدبية في المغرب، وعددهم سبعة وعشرون شاعراً. تحدث القباج في هذا المؤلف عن الطبقات الثلاث التي تمثّل تعاقب الأجيال في الأدب المغربي. وتبعاً للتصنيف النقدي للقباج في تأليفه الذي يقع في جزأين، يضم هذا المؤلف أنطولوجيا شعرية لشعراء الطبقات الثلاث بحسب ترتيب يختاره من دون أن يصنف الأسماء، كل في الطبقة التي ينتمي إليها، بل يوردها بهذا الترتيب دونما فواصل:
محمد غريط •  الشيخ أحمد بن المأمون البلغيثي •  الطاهر بن محمد بن إبراهيم البكري •  الشيخ عبد الله الفاسي •  محمد السليماني •  الحاج محمد بوعشرين •  أحمد سكيرج •  أحمد الصبيحي •  محمد بوجندار •  أحمد النميشي •  عبد الرحمن بن زيدان •  محمد الجزولي •  محمد بن اليماني الناصري •  جعفر الناصري •  محمد الناصري •  محمد جنون •  علال الفاسي •  محمد المهدي الحجوي •  عبد الرحمن حجي •  عبد الله كنون •  محمد القري •  محمد المختار السوسي •  محمد المكي الناصري •  عبد الكريم سكيرج •  عبد الأحد الكتاني •  الحسن الداودي •  عبد المالك البلغيثي.

## نبذة عن الكتاب
.يتناول القباج في هذا الكتاب مراحل تطور الأدب العربي في المغرب الأقصى بشكل مفصل وشامل، بداية من العصور الإسلامية الأولى التي شهدت انطلاق حركة ثقافية وأدبية متميزة في المنطقة، مرورًا بالعصور الوسطى التي اتسمت بازدهار المدارس الأدبية والفكرية، ووصولًا إلى العصر الحديث الذي شهد تحولات جذرية على المستويات السياسية والاجتماعية والثقافية بفعل الاستعمار الأوروبي والتحديث. يقدم القباج دراسة تحليلية دقيقة تتناول الاتجاهات الأدبية المختلفة التي تنوعت بين الشعر والنثر، بالإضافة إلى المدارس الفكرية التي أثرت في تكوين الأدب المغربي عبر القرون. كما يستعرض أهم الشخصيات الأدبية التي ساهمت في تشكيل هذا التراث الغني، من شعراء وأدباء ومفكرين، ويحلل إسهاماتهم في تطوير اللغة والأسلوب والمضامين. بالإضافة إلى ذلك، يبرز الكتاب الدور الحيوي الذي لعبته المدن المغربية الكبرى مثل فاس ومراكش وطنجة كمراكز إشعاع ثقافي، حيث شهدت إنتاجًا أدبيًا غنيًا وتفاعلًا فكريًا بين مختلف التيارات. كما يوضح القباج كيف تداخلت الثقافات الأمازيغية والعربية والإسلامية والأندلسية في صياغة هوية أدبية مغربية فريدة، مع الحفاظ على اللغة العربية كلغة أساسية للتعبير الثقافي والفكري. لا يغفل الكتاب التأثيرات الخارجية مثل الفتح الإسلامي، فترات الاضطراب السياسي، والعهد الاستعماري، وكيف أثرت هذه المحطات على مضمون الأدب المغربي وشكلّه، مما جعله مرآة لتجارب الشعوب وتحدياتها في تلك الفترات التاريخية المتعددة. في النهاية، يقدم الكتاب رؤية شاملة تتيح للقارئ فهم عمق وأبعاد الأدب العربي في المغرب الأقصى، وارتباطه الوثيق بالتحولات التاريخية والاجتماعية التي مرت بها المنطقة.

## محتوى الكتاب
ينقسم الكتاب إلى جزأين:
- خُصّص الجزء الأول للشعراء و الشيوخ.
- وخُصّص الثاني للشعراء الشباب.

يضم هذا المؤلف أنطولوجيا شعرية لشعراء الطبقات الثلاث بحسب ترتيب يختاره من دون أن يصنف الأسماء كل في الطبقة التي ينتمي إليها، بل يوردها بهذا الترتيب دونما فواصل: محمد غريط، الشيخ أحمد البلغيثي، الطاهر بن محمد بن إبراهيم البكري، الشيخ عبد الله الفاسي، محمد السليماني، الحاج محمد بوعشرين، أحمد سكيرج، أحمد الصبيحي، محمد أبو جندار، أحمد النميشي، عبد الرحمن بن زيدان، محمد الجزولي، محمد بن اليماني الناصري، جعفر الناصري، محمد الناصري، محمد جنون. محمد علال الفاسي، محمد المهدي الحجوي، عبد الرحمن حجي، عبد الله جنون، محمد القري، محمد المختار السوسي، محمد المكي الناصري، عبد الكريم سكيرج، عبد الأحد الكتاني، الحسن الداودي، عبد المالك البلغيثي.
والمتأمل في طريقة تصنيف القباج يخلص إلى أن حسه النقدي وذوقه الجمالي يتماهيان مع المناهج النقدية القديمة، وهو في عمله إما أن يجعل الشاعر يتحدث عن نفسه فيسوق ترجمة بقلمه، وإما أن يكتبها عنه مما تناهى إليه، ويورد مختارات من أشعاره تمثل أهم الأغراض الشعرية التي عالجها، في طريقة تشبه تصنيف الأقدمين في تجميع شعر الفحول على ما نجده في "جمهرة أشعار العرب" أو "طبقات الشعراء" أو غيرهما من المصنفات والمنتخبات عند القدماء، والقباج يجاريهم وإن كان يختلف عنهم لأن مؤلفه انصبّ على شعراء عصره من المحدثين.
وقد أثار كتاب القباج في زمانه ضجة أدبية لأنه لم يتردد في انتخاب شعر الشعراء الذين رأى أنهم يستطيعون بنماذجهم أن يُعرِّفوا بالأدب المغربي داخل المغرب وخارجه، وقد أقبل عليه القرّاء بحسب أصداء مجلات تلك الفترة، وفي ما قاله عنه العلامة عبد الله كنون (1908-1989)، منوهاً بأهميته، في غير ما موضع، إذ شكّل في زمانه حدثاً، ويبقى في زماننا مرجعاً لا غنى للباحث في الشعر المغربي أواخر القرن التاسع عشر والعقود الثلاثة الأولى من القرن العشرين، وخاصة أن كثيراً من شعراء هذه الأنطولوجيا لم يصدر لهم ديوان مطبوع، عدا المتأخرين الذين نشرت دواوينهم مثل علال الفاسي.
لقد ساهم هذا الكتاب بشكل فعال في نهضة أدبية، ولذلك لا نستغرب أن يقتفي أثره في التأليف والتعريف بالأدب المغربي كل من كنون ومحمد بنتاويت وعباس الجراري في مجموعة من أعمالهم التي راودتها فكرة وصل الجسر بين المغرب العربي ومشرقه.

## وصلات خارجية
- الأدب العربي في المغرب الأقصى في أرشيف الإنترنت.